# SPONKA.TV
SPONKA.TV je primorska regionalna televizijska postaja, ki je vidna v primorskih kabelskih omrežjih, iz oddajnikov Tinjan (kanal 52) in Ankaran-Hrvatini (kanal 30) ter v omrežjih Siol TV, T-2, Amis in Tuš telekom. Deluje 24 ur, ko ni programa, pa se vrtijo videostrani z najrazličnejšimi informacijami. Postaja predvaja oddaje z lokalno tematiko (reportaže, posnetki športnih dogodkov, informativne oddaje ...), glasbene oddaje in lestvice (Sponka Dance Party, Mega Meh, Mix L) in še mnogo drugega. 
Teletekst Sponka.tv vsebuje naslednje informacije: TV-spored za ves teden, male oglase, pomembne telefonske številke iz primorskih mest in ostalo.